# Chronologie de la littérature
Ceci est une chronologie de la littérature, c'est-à-dire des événements littéraires.

## XXIesiècle

### Années 2020
- 2025 en littérature
- 2024 en littérature
- 2023 en littérature
- 2022 en littérature
- 2021 en littérature
- 2020 en littérature

### Années 2010
- 2019 en littérature
- 2018 en littérature
- 2017 en littérature
- 2016 en littérature
- 2015 en littérature
- 2014 en littérature
- 2013 en littérature
- 2012 en littérature
- 2011 en littérature
- 2010 en littérature

### Années 2000
- 2009 en littérature
- 2008 en littérature
- 2007 en littérature
- 2006 en littérature
- 2005 en littérature
- 2004 en littérature
- 2003 en littérature
- 2002 en littérature
- 2001 en littérature
- 2000 en littérature

## XXesiècle

### Années 1990
- 1999 en littérature
- 1998 en littérature
- 1997 en littérature
- 1996 en littérature
- 1995 en littérature
- 1994 en littérature
- 1993 en littérature
- 1992 en littérature
- 1991 en littérature
- 1990 en littérature

### Années 1980
- 1989 en littérature
- 1988 en littérature
- 1987 en littérature
- 1986 en littérature
- 1985 en littérature
- 1984 en littérature
- 1983 en littérature
- 1982 en littérature
- 1981 en littérature
- 1980 en littérature

### Années 1970
- 1979 en littérature
- 1978 en littérature
- 1977 en littérature
- 1976 en littérature
- 1975 en littérature
- 1974 en littérature
- 1973 en littérature
- 1972 en littérature
- 1971 en littérature
- 1970 en littérature

### Années 1960
- 1969 en littérature
- 1968 en littérature
- 1967 en littérature
- 1966 en littérature
- 1965 en littérature
- 1964 en littérature
- 1963 en littérature
- 1962 en littérature
- 1961 en littérature
- 1960 en littérature

### Années 1950
- 1959 en littérature
- 1958 en littérature
- 1957 en littérature
- 1956 en littérature
- 1955 en littérature
- 1954 en littérature
- 1953 en littérature
- 1952 en littérature
- 1951 en littérature
- 1950 en littérature

### Années 1940
- 1949 en littérature
- 1948 en littérature
- 1947 en littérature
- 1946 en littérature
- 1945 en littérature
- 1944 en littérature
- 1943 en littérature
- 1942 en littérature
- 1941 en littérature
- 1940 en littérature

### Années 1930
- 1939 en littérature
- 1938 en littérature
- 1937 en littérature
- 1936 en littérature
- 1935 en littérature
- 1934 en littérature
- 1933 en littérature
- 1932 en littérature
- 1931 en littérature
- 1930 en littérature

### Années 1920
- 1929 en littérature
- 1928 en littérature
- 1927 en littérature
- 1926 en littérature
- 1925 en littérature
- 1924 en littérature
- 1923 en littérature
- 1922 en littérature
- 1921 en littérature
- 1920 en littérature

### Années 1910
- 1919 en littérature
- 1918 en littérature
- 1917 en littérature
- 1916 en littérature
- 1915 en littérature
- 1914 en littérature
- 1913 en littérature
- 1912 en littérature
- 1911 en littérature
- 1910 en littérature

### Années 1900
- 1909 en littérature
- 1908 en littérature
- 1907 en littérature
- 1906 en littérature
- 1905 en littérature
- 1904 en littérature
- 1903 en littérature
- 1902 en littérature
- 1901 en littérature
- 1900 en littérature

## XIXesiècle

### Années 1890
- 1899 en littérature
- 1898 en littérature
- 1897 en littérature
- 1896 en littérature
- 1895 en littérature
- 1894 en littérature
- 1893 en littérature
- 1892 en littérature
- 1891 en littérature
- 1890 en littérature

### Années 1880
- 1889 en littérature
- 1888 en littérature
- 1887 en littérature
- 1886 en littérature
- 1885 en littérature
- 1884 en littérature
- 1883 en littérature
- 1882 en littérature
- 1881 en littérature
- 1880 en littérature

### Années 1870
- 1879 en littérature
- 1878 en littérature
- 1877 en littérature
- 1876 en littérature
- 1875 en littérature
- 1874 en littérature
- 1873 en littérature
- 1872 en littérature
- 1871 en littérature
- 1870 en littérature

### Années 1860
- 1869 en littérature
- 1868 en littérature
- 1867 en littérature
- 1866 en littérature
- 1865 en littérature
- 1864 en littérature
- 1863 en littérature
- 1862 en littérature
- 1861 en littérature
- 1860 en littérature

### Années 1850
- 1859 en littérature
- 1858 en littérature
- 1857 en littérature
- 1856 en littérature
- 1855 en littérature
- 1854 en littérature
- 1853 en littérature
- 1852 en littérature
- 1851 en littérature
- 1850 en littérature

### Années 1840
- 1849 en littérature
- 1848 en littérature
- 1847 en littérature
- 1846 en littérature
- 1845 en littérature
- 1844 en littérature
- 1843 en littérature
- 1842 en littérature
- 1841 en littérature
- 1840 en littérature

### Années 1830
- 1839 en littérature
- 1838 en littérature
- 1837 en littérature
- 1836 en littérature
- 1835 en littérature
- 1834 en littérature
- 1833 en littérature
- 1832 en littérature
- 1831 en littérature
- 1830 en littérature

### Années 1820
- 1829 en littérature
- 1828 en littérature
- 1827 en littérature
- 1826 en littérature
- 1825 en littérature
- 1824 en littérature
- 1823 en littérature
- 1822 en littérature
- 1821 en littérature
- 1820 en littérature

### Années 1810
- 1819 en littérature
- 1818 en littérature
- 1817 en littérature
- 1816 en littérature
- 1815 en littérature
- 1814 en littérature
- 1813 en littérature
- 1812 en littérature
- 1811 en littérature
- 1810 en littérature

### Années 1800
- 1809 en littérature
- 1808 en littérature
- 1807 en littérature
- 1806 en littérature
- 1805 en littérature
- 1804 en littérature
- 1803 en littérature
- 1802 en littérature
- 1801 en littérature
- 1800 en littérature

## XVIIIesiècle

### Années 1790
- 1799 en littérature
- 1798 en littérature
- 1797 en littérature
- 1796 en littérature
- 1795 en littérature
- 1794 en littérature
- 1793 en littérature
- 1792 en littérature
- 1791 en littérature
- 1790 en littérature

### Années 1780
- 1789 en littérature
- 1788 en littérature
- 1787 en littérature
- 1786 en littérature
- 1785 en littérature
- 1784 en littérature
- 1783 en littérature
- 1782 en littérature
- 1781 en littérature
- 1780 en littérature

### Années 1770
- 1779 en littérature
- 1778 en littérature
- 1777 en littérature
- 1776 en littérature
- 1775 en littérature
- 1774 en littérature
- 1773 en littérature
- 1772 en littérature
- 1771 en littérature
- 1770 en littérature

### Années 1760
- 1769 en littérature
- 1768 en littérature
- 1767 en littérature
- 1766 en littérature
- 1765 en littérature
- 1764 en littérature
- 1763 en littérature
- 1762 en littérature
- 1761 en littérature
- 1760 en littérature

### Années 1750
- 1759 en littérature
- 1758 en littérature
- 1757 en littérature
- 1756 en littérature
- 1755 en littérature
- 1754 en littérature
- 1753 en littérature
- 1752 en littérature
- 1751 en littérature
- 1750 en littérature

### Années 1740
- 1749 en littérature
- 1748 en littérature
- 1747 en littérature
- 1746 en littérature
- 1745 en littérature
- 1744 en littérature
- 1743 en littérature
- 1742 en littérature
- 1741 en littérature
- 1740 en littérature

### Années 1730
- 1739 en littérature
- 1738 en littérature
- 1737 en littérature
- 1736 en littérature
- 1735 en littérature
- 1734 en littérature
- 1733 en littérature
- 1732 en littérature
- 1731 en littérature
- 1730 en littérature

### Années 1720
- 1729 en littérature
- 1728 en littérature
- 1727 en littérature
- 1726 en littérature
- 1725 en littérature
- 1724 en littérature
- 1723 en littérature
- 1722 en littérature
- 1721 en littérature
- 1720 en littérature

### Années 1710
- 1719 en littérature
- 1718 en littérature
- 1717 en littérature
- 1716 en littérature
- 1715 en littérature
- 1714 en littérature
- 1713 en littérature
- 1712 en littérature
- 1711 en littérature
- 1710 en littérature

### Années 1700
- 1709 en littérature
- 1708 en littérature
- 1707 en littérature
- 1706 en littérature
- 1705 en littérature
- 1704 en littérature
- 1703 en littérature
- 1702 en littérature
- 1701 en littérature
- 1700 en littérature

## XVIIesiècle

### Années 1690
- 1699 en littérature
- 1698 en littérature
- 1697 en littérature
- 1696 en littérature
- 1695 en littérature
- 1694 en littérature
- 1693 en littérature
- 1692 en littérature
- 1691 en littérature
- 1690 en littérature

### Années 1680
- 1689 en littérature
- 1688 en littérature
- 1687 en littérature
- 1686 en littérature
- 1685 en littérature
- 1684 en littérature
- 1683 en littérature
- 1682 en littérature
- 1681 en littérature
- 1680 en littérature

### Années 1670
- 1679 en littérature
- 1678 en littérature
- 1677 en littérature
- 1676 en littérature
- 1675 en littérature
- 1674 en littérature
- 1673 en littérature
- 1672 en littérature
- 1671 en littérature
- 1670 en littérature

### Années 1660
- 1669 en littérature
- 1668 en littérature
- 1667 en littérature
- 1666 en littérature
- 1665 en littérature
- 1664 en littérature
- 1663 en littérature
- 1662 en littérature
- 1661 en littérature
- 1660 en littérature

### Années 1650
- 1659 en littérature
- 1658 en littérature
- 1657 en littérature
- 1656 en littérature
- 1655 en littérature
- 1654 en littérature
- 1653 en littérature
- 1652 en littérature
- 1651 en littérature
- 1650 en littérature

### Années 1640
- 1649 en littérature
- 1648 en littérature
- 1647 en littérature
- 1646 en littérature
- 1645 en littérature
- 1644 en littérature
- 1643 en littérature
- 1642 en littérature
- 1641 en littérature
- 1640 en littérature

### Années 1630
- 1639 en littérature
- 1638 en littérature
- 1637 en littérature
- 1636 en littérature
- 1635 en littérature
- 1634 en littérature
- 1633 en littérature
- 1632 en littérature
- 1631 en littérature
- 1630 en littérature

### Années 1620
- 1629 en littérature
- 1628 en littérature
- 1627 en littérature
- 1626 en littérature
- 1625 en littérature
- 1624 en littérature
- 1623 en littérature
- 1622 en littérature
- 1621 en littérature
- 1620 en littérature

### Années 1610
- 1619 en littérature
- 1618 en littérature
- 1617 en littérature
- 1616 en littérature
- 1615 en littérature
- 1614 en littérature
- 1613 en littérature
- 1612 en littérature
- 1611 en littérature
- 1610 en littérature

### Années 1600
- 1609 en littérature
- 1608 en littérature
- 1607 en littérature
- 1606 en littérature
- 1605 en littérature
- 1604 en littérature
- 1603 en littérature
- 1602 en littérature
- 1601 en littérature
- 1600 en littérature

## XVIesiècle

### Années 1590
- 1599 en littérature
- 1598 en littérature
- 1597 en littérature
- 1596 en littérature
- 1595 en littérature
- 1594 en littérature
- 1593 en littérature
- 1592 en littérature
- 1591 en littérature
- 1590 en littérature

### Années 1580
- 1589 en littérature
- 1588 en littérature
- 1587 en littérature
- 1586 en littérature
- 1585 en littérature
- 1584 en littérature
- 1583 en littérature
- 1582 en littérature
- 1581 en littérature
- 1580 en littérature

### Années 1570
- 1579 en littérature
- 1578 en littérature
- 1577 en littérature
- 1576 en littérature
- 1575 en littérature
- 1574 en littérature
- 1573 en littérature
- 1572 en littérature
- 1571 en littérature
- 1570 en littérature

### Années 1560
- 1569 en littérature
- 1568 en littérature
- 1567 en littérature
- 1566 en littérature
- 1565 en littérature
- 1564 en littérature
- 1563 en littérature
- 1562 en littérature
- 1561 en littérature
- 1560 en littérature

### Années 1550
- 1559 en littérature
- 1558 en littérature
- 1557 en littérature
- 1556 en littérature
- 1555 en littérature
- 1554 en littérature
- 1553 en littérature
- 1552 en littérature
- 1551 en littérature
- 1550 en littérature

### Années 1540
- 1549 en littérature
- 1548 en littérature
- 1547 en littérature
- 1546 en littérature
- 1545 en littérature
- 1544 en littérature
- 1543 en littérature
- 1542 en littérature
- 1541 en littérature
- 1540 en littérature

### Années 1530
- 1539 en littérature
- 1538 en littérature
- 1537 en littérature
- 1536 en littérature
- 1535 en littérature
- 1534 en littérature
- 1533 en littérature
- 1532 en littérature
- 1531 en littérature
- 1530 en littérature

### Années 1520
- 1529 en littérature
- 1528 en littérature
- 1527 en littérature
- 1526 en littérature
- 1525 en littérature
- 1524 en littérature
- 1523 en littérature
- 1522 en littérature
- 1521 en littérature
- 1520 en littérature

### Années 1510
- 1519 en littérature
- 1518 en littérature
- 1517 en littérature
- 1516 en littérature
- 1515 en littérature
- 1514 en littérature
- 1513 en littérature
- 1512 en littérature
- 1511 en littérature
- 1510 en littérature

### Années 1500
- 1509 en littérature
- 1508 en littérature
- 1507 en littérature
- 1506 en littérature
- 1505 en littérature
- 1504 en littérature
- 1503 en littérature
- 1502 en littérature
- 1501 en littérature
- 1500 en littérature

## Moyen Âge

### XVesiècle

#### Années 1490
- 1499 en littérature
- 1498 en littérature
- 1497 en littérature
- 1496 en littérature
- 1495 en littérature
- 1494 en littérature
- 1493 en littérature
- 1492 en littérature
- 1491 en littérature
- 1490 en littérature

#### Années 1480
- 1489 en littérature
- 1488 en littérature
- 1487 en littérature
- 1486 en littérature
- 1485 en littérature
- 1484 en littérature
- 1483 en littérature
- 1482 en littérature
- 1481 en littérature
- 1480 en littérature

#### Années 1470
- 1479 en littérature
- 1478 en littérature
- 1477 en littérature
- 1476 en littérature
- 1475 en littérature
- 1474 en littérature
- 1473 en littérature
- 1472 en littérature
- 1471 en littérature
- 1470 en littérature

#### Années 1460
- 1469 en littérature
- 1468 en littérature
- 1467 en littérature
- 1466 en littérature
- 1465 en littérature
- 1464 en littérature
- 1463 en littérature
- 1462 en littérature
- 1461 en littérature
- 1460 en littérature

#### Années 1450
- 1459 en littérature
- 1458 en littérature
- 1457 en littérature
- 1456 en littérature
- 1455 en littérature
- 1454 en littérature
- 1453 en littérature
- 1452 en littérature
- 1451 en littérature

### Années avant 1451
- 1448 en littérature
- 1442 en littérature
- 1435 en littérature
- 1429 en littérature
- 1407 en littérature
- 1405 en littérature

- Littérature du XVe siècle
- Littérature du XIVe siècle
- Littérature du XIIIe siècle
- Littérature du XIIe siècle
- Littérature du XIe siècle
- Littérature du Xe siècle
- Littérature du IXe siècle
- Littérature du VIIIe siècle
- Littérature du VIIe siècle
- Littérature du VIe siècle

## Antiquité
- Littérature du Ve siècle
- Littérature du IVe siècle
- Littérature du IIIe siècle
- Littérature du IIe siècle
- Littérature du Ier siècle
- Littérature du Ier siècle av. J.-C.
- Littérature du IIe siècle av. J.-C.
- Littérature du IIIe siècle av. J.-C.
- Littérature du IVe siècle av. J.-C.
- Littérature du Ve siècle av. J.-C.
- Littérature du VIe siècle av. J.-C.

## Chronologie de la littérature française
- Littérature française du XXIe siècle
- Littérature française du XXe siècle
- Littérature française du XIXe siècle
- Littérature française du XVIIIe siècle
- Littérature française du XVIIe siècle
- Littérature française du XVIe siècle
- Littérature française du Moyen Âge